# دانيال ماكلين (سياسي كندي)
دانيال ماكلين هو سياسي كندي، ولد في 20 مايو 1854، وتوفي في 25 أغسطس 1908 في بورتاج لابريري في كندا. نشط حزبياً في Manitoba Liberal Party ‏.